# Contea di Chowan
La contea di Chowan, in inglese Chowan County, è una contea dello Stato della Carolina del Nord, negli Stati Uniti. La popolazione al censimento del 2000 era di 14 526 abitanti. Il capoluogo di contea è Edenton.

## Storia
La contea di Chowan fu costituita nel 1668.